# MOATA
MOATA fue un reactor de clase Argonauta de 100kW térmicos ubicado en Lucas Heights cerca de Sídney, Australia. MOATA alcanzó su criticidad a las 5:50 de la mañana el 10 de abril de 1961 y finalizó su funcionamiento el 31 de mayo de 1995. Desde entonces el reactor ha permanecido inactivo.
Moata es un nombre aborigen que significa "antorcha apacible".
- Datos: Q9026367